# SNCASO SO.1310 Farfadet
Le SNCASO SO.1310 Farfadet est un girodyne expérimental construit par la Société nationale des constructions aéronautiques du sud-ouest dans les années 1950. Le développement de cet appareil s'inscrit dans le prolongement de la série « Ariel ».

## Conception
Le Farfadet est un girodyne à fuselage conventionnel, ce qui lui permet de décoller et d'atterrir verticalement comme un hélicoptère avec son rotor entraîné par un turbocompresseur logé derrière le poste de pilotage, et en croisière d'utiliser la turbine logée à l'avant, entraînant une hélice tractive. Dans cette configuration, le rotor tourne en autorotation, tel celui d'un autogire. La voilure fixe contribue à la sustentation. Cette configuration permet au Farfadet d'atteindre des vitesses supérieures aux hélicoptères classiques en croisière. La voilure fixe a une envergure de 6,3 m. Elle contient 400 litres de carburant, et supporte les roues principales du train d'atterrissage tricycle (il y a aussi une roulette de nez).

## Développement
En décembre 1951, l'État signe un marché pour deux prototypes. Le développement est ralenti car les turbines sont elles aussi des prototypes, en cours de développement chez Turbomeca. Le premier vol est effectué le 29 avril 1953 par Jean Dabos, avec un turbocompresseur « Arrius I » de 275 ch, la turbine absente étant remplacée par du lest dans la pointe avant. Dans le courant de l'été 1954, la turbine « Artouste II » enfin disponible est montée sur l'appareil. La première transition (passage du vol vertical au vol horizontal) complète est réalisée le 2 décembre 1954. Sa configuration en girodyne permet au Farfadet de battre les records de vitesse des appareils à voilure tournante.
Malheureusement le programme est interrompu quelques mois plus tard, quand au cours d'un essai à 260 km/h (une vitesse exceptionnelle pour un aéronef à voilure tournante) les deux sources de puissance tombent en panne simultanément. L'atterrissage en autorotation est un peu brutal. Pas de blessé, mais les turbines (exemplaires uniques) sont irréparables. Le prototype no 01 ne volera plus. Le no 02 n'a pas encore volé quand, au cours d'un essai au point fixe du nouveau compresseur de 260 ch, toute la partie arrière du fuselage est détruite. Techniquement, les deux prototypes seraient réparables, mais le budget "essais" est épuisé, le constructeur ne peut procéder à leur remise en état. En raison des « évènements » d'Algérie, qu'on n'appelle pas encore « guerre », tous les efforts sont consacrés aux matériels pouvant être rapidement opérationnels, dont les combattants ont besoin, notamment l'hélicoptère SNCASO SO.1221 Djinn. Le programme du Farfadet est donc abandonné.